# Norvège aux Jeux olympiques d'été de 1948
La Norvège participe aux Jeux olympiques d'été de 1948 à Londres. 81 athlètes norvégiens, 77 hommes et 4 femmes, ont participé à 50 compétitions dans 12 sports. Ils y ont obtenu sept médailles : une d'or, trois d'argent et trois de bronze.

## Médailles
| Médaille | Discipline  | Épreuve                              | Athlète | Performance | Date |
| -------- | ----------- | ------------------------------------ | --- | ----------- | ---- |
| Or       | Voile       | Dragon                               | Hakon Barfod Sigve Lie Thor Thorvaldsen |             |      |
| Argent   | Athlétisme  | Saut en hauteur hommes               | Bjørn Paulson |             |      |
| Argent   | Lutte       | Poids légers, 62 - 67 kg             | Aage Eriksen |             |      |
| Argent   | Canoë-kayak | 10 000 mètres kayak biplace hommes   | Ivar Mathisen Knut Østby |             |      |
| Bronze   | Aviron      | Huit                                 | Kristoffer Lepsøe Thorstein Kråkenes Hans Hansen Halfdan Gran Olsen Harald Kråkenes Leif Næss Thor Pedersen Carl Monssen Sigurd Monssen (barreur) |             |      |
| Bronze   | Tir         | 300 m carabine trois positions       | Willy Røgeberg |             |      |
| Bronze   | Canoë-kayak | 10 000 mètres kayak monoplace hommes | Eivind Skabo |             |      |